# Consommation de viande de chien en Corée du Sud
La pratique de manger de la viande de chien en Corée provenait principalement des réfugiés Khitan qui se sont répandus en Corée pendant la dynastie Goryeo (Koryo). Ces personnes ont été assimilées à la dynastie Joseon comme la classe appelé Baekjeong, la première classe de bouchers, qui était considérée comme la classe la plus basse pendant la dynastie Joseon. Les personnes qui ont traditionnellement mangé de la viande de chien sont pour la plupart des descendants de cette classe et ont tendance à être âgées, pauvres et rurales. Au cours des dernières décennies, la consommation de viande de chien a fait l'objet de beaucoup de controverses, notamment en Corée du Sud, en raison d'une dispute entre des militants coréens des droits des animaux réclamant l'interdiction de la viande de chien et ceux qui considèrent les attaques comme illégales d'un seul type de viande de consommation, mais pas toute la consommation de viande,.
La consommation de viande de chien a chuté au cours des trois dernières décennies en Corée du Sud, principalement en raison d'un déclin de la population de la minorité canine. Les estimations du nombre d'animaux consommés varient considérablement. Les estimations couramment citées de 1 à 2 millions d'animaux (par le groupe coréen de défense des droits des animaux) ne sont pas basées sur des données réelles et elles n'ont aucune base scientifique. Les estimations sont beaucoup plus proches des dizaines de milliers d'unités par an sur la base des ventes réelles mais aussi sur les principaux marchés ouverts en 2017. Cependant, les chiffres ont chuté depuis, car tous les principaux marchés ont fermé depuis.
Le plus grand marché de viande de chien, Moran Market, a officiellement fermé ses portes en 2018 après des années de baisse des ventes ; cependant, un certain nombre de commerces illégaux ont été découverts en 2021. Environ 200 élevages de chiens ont été signalé, selon le ministère de l'Agriculture, de l'Alimentation et des Affaires rurales. En 2018, le complexe de Taepyeong-dong, autrefois un abattoir de chiens, a été fermé par le gouvernement sud-coréen. Cette décision intervient cinq ans après un vote du conseil municipal de Seongnam, la ville où se trouve l'abattoir,. Dans une enquête de 2020, 84% de la population coréenne a déclaré n'avoir jamais mangé de viande de chien ou avoir l'intention de manger de la viande de chien.
En juin 2018, un tribunal municipal sud-coréen a statué que tuer des chiens pour les consommer était illégal, bien que la loi n'interdise pas d'en manger.

## Histoire
En général, la viande de chien n'a jamais fait partie intégrante du régime alimentaire coréen tout au long de l'histoire du pays,. La consommation de viande de chien remonte à l'Antiquité dans certains cas isolés, et des os de chien ont été déterrés dans une colonie néolithique à Changnyeong, dans la province du Gyeongsang du Sud. Une peinture murale dans le complexe des tombes de Goguryo dans la province de la Hwanghae du Sud, un site du Patrimoine mondial de l'UNESCO datant du IVe siècle de notre ère, représente un chien abattu.
À partir du Dynastie Silla (57 av JC - 935) puis pendant la Dynastie Goryeo (918-1392), le bouddhisme était la religion d'État et la consommation de bœuf était considérée comme immorale et a d'abord été découragée puis interdite (les vaches sont considérées comme des compagnons humains). Généralement, la vie animale était considérée comme sacrée et la consommation de viande était minimisée ; cependant, la consommation de fruits de mer restait populaire,.
Au cours de la dernière partie de la dynastie Goryeo, la pratique de manger de la viande de chien a été introduite par les Khitans nomades et peut-être d'autres groupes ethniques (de Mandchourie), réfugiés de guerre déplacés, qui ont afflué à Goryeo lors des invasions mongoles. Les envahisseurs mongols ont levé l'interdiction du bœuf et légalisé la consommation de viande pendant leur règne. Sous la dynastie Joseon (1392-1910), la minorité de la population Khitan s'est finalement intégrée dans le sociale en tant que Baekjeong, la première classe de bouchers, constituant la classe la plus basse de la société. Le gouvernement Joseon a confié Baekjeong la tâche de résoudre le problème des chiens sauvages, et ainsi la viande de chien est devenue la nourriture des pauvres (et des classes inférieures). Pendant la dynastie Joseon, certains responsables gouvernementaux ont soutenu que les chiens étaient des compagnons humains et ont soutenu l'interdiction de manger de la viande de chien.
Vers 1816, Jeong Hak-yu, le deuxième fils de Jeong Yak-yong, un éminent politicien et érudit à l'époque de la dynastie Joseon, a écrit un poème intitulé Nongga Wollyeongga, Corée du Sud (농가월령가), qui décrit ce que les familles d'agriculteurs ont fait chaque mois de l'année. Dans la description d'août, le poème raconte l'histoire d'une fille mariée rendant visite à ses parents biologiques avec de la viande de chien bouillie, du gâteau de riz et du vin de riz, exprimant ainsi la coutume séculaire d'une communauté agricole. (Ahn, 2000; Seo, 2002). Dongguksesigi (동국세시기), un livre écrit par le savant coréen Hong Seok-mo en 1849, contient une recette de Bosintang comprenant du chien bouilli, de la ciboule, et du piment rouge en poudre.
Les trois jours les plus chauds de l'été, qui sont fixés par le calendrier lunaire, sont traditionnellement connus sous le nom de Sambok (三伏), pendant lesquels les coréens mangent généralement du Samgyetang (soupe au poulet au ginseng) ou du Chogyetang (soupe froide au poulet). Certains Coréens ont choisi de manger du Bosintang, une soupe à la viande de chien, à la place ; cependant, cette pratique devient de plus en plus rare,.

## Situation actuelle

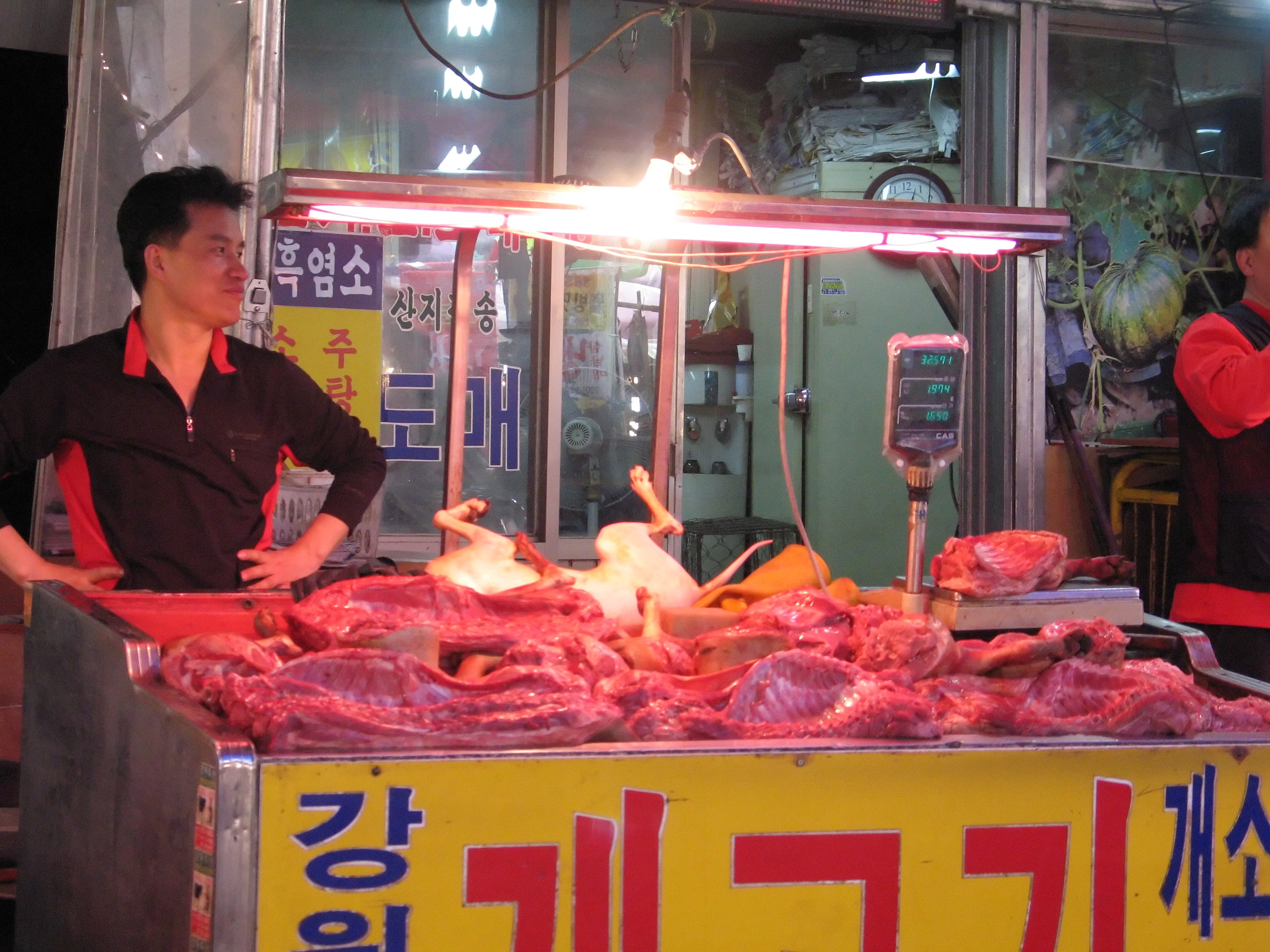
dog meat at Gyeongdong Market

En 2019, moins de 100 restaurants servent de la viande de chien à Séoul (sur plus de 520 000 dans le Grand Séoul), car ce nombre continue de diminuer chaque année. Certains restaurants signalent des baisses de consommation de 20 à 30 % par an. Un article de 2022 du Chosun Ilbo (journal sud-coréen) montre que les clients du marché qui mange de la viande de chien sont généralement des étrangers ou des personnes âgées (de plus de 70 ans).
De 2017 à 2019, tous les principaux marchés de viande de chien en Corée du Sud ont été fermés, principalement en raison de la baisse des ventes. En 2021, le dernier grand marché de viande de chien restant ferme à Daegu.
La Corée du Sud a fermé le principal abattoir de chiens du pays, dans la journée du 21 novembre 2018, l'abattoir était connu avec le nom de Taepyeong-dong. L'abattoir se trouvait à Seongnam. Le conseil municipal de Seongnam, qui a voté en 2013 la fermeture de l'abattoir, on dit de transformer la région en parc communautaire.
La plupart des bouddhistes coréens considèrent qu'il est contraire à l'éthique de manger n'importe quel type de viande ou de produit laitier,,. Les Coréens catholiques ont tendance à manger de la viande de chien avec une fréquence plus élevée que les autres religions en Corée. Dans l'ensemble, la montée du christianisme a contribué à l'augmentation de la consommation de viande dans toute l'Asie de l'Est.
Alors que la consommation de viande de chien a chuté, une offre excédentaire de chiens provenant des usines à chiots de l'industrie des animaux de compagnie et un nombre croissant de chiens dans les refuges sont apparus comme des problèmes beaucoup plus importants. Au cours de la dernière décennie, les agences coréennes de protection des animaux et le gouvernement ont lancé à plusieurs reprises des campagnes pour adopter des chiens mixtes et abandonnés.
En 2022, le Ministère de l'alimentation, de l'agriculture, des forêts et de la pêche de Corée du Sud a publié un premier rapport officiel intitulé « Enquête sur l'élevage et la distribution de chiens comestibles ». Selon le rapport, en février 2022, 521 121 chiens sont élevés dans 1 156 élevages de viande canine et 388 000 chiens sont consommés dans 1 666 restaurants par an. Selon l'« Enquête de perception du public sur l'alimentation des chiens », il y a 55,8 % des personnes qui ont été interrogées qui pensent que notre société devrait arrêter de manger de la viande de chien, tandis que 28,4 % des personnes interrogées pensent qu'il devrait rester la même nourriture pour chien. Quant à la légalisation de l'abattage des chiens, 52,7 % des répondants sont contre et 39,2% sont pour. Environ 85,5 % des personnes interrogées ont déclaré ne pas consommer actuellement de viande de chien et 14,1 % ont répondu oui.

## Chiens utilisés pour la viande
Une des principales races de chien élevée pour la viande est une race locale non spécifique communément appelée Nureonghi (누렁이), ou Hwanggu (황구),. Le Nureongi n'est actuellement pas le seul type de chien abattu, en Corée du Sud, pour sa viande. En 2015, The Korea Observer a rapporté que de nombreuses races différentes de chiens de compagnie étaient élevées pour la viande, y compris, par exemple, le Labrador, le Retriever et le Cocker Spaniel, et que les chiens abattus comprenaient souvent des animaux de compagnie âgés. Humane Society International/Korea travaille en coopération avec les éleveurs de chiens depuis 2015 pour les aider à fermer leurs fermes et à reloger les chiens. En août 2020, HSI avait fermé 16 élevages de viande de chien et sauvé plus de 2 000 chiens. L'organisme de charité documente chaque fermeture de ferme pour indiquer les conditions et il est clair que toutes les races de chiens se trouvent dans ces installations, y compris les golden retrievers, les aigles, les caniches et les huskies ainsi que les tosas et les jindos.
La pratique antérieure consistait à assommer les chiens par électrocution, bien que certains aient été pendus ou frappés à la tête avant exsanguination (perte suffisante de sang provoquant la mort). De telles pratiques sont illégales en vertu de la Loi de 2007 sur la protection des animaux et sont devenues de plus en plus rares.

## Statut juridique
De 1975 à 1978, les chiens avaient un statut juridique à part entière en tant qu'animaux d'élevage en Corée, mais la légalité du commerce de la viande de chien est vivement contestée. La Corée du Sud a adopté sa première Loi sur la protection des animaux en mai 1991. Actuellement[Quand ?], l'article 7 de la loi sur la protection des animaux n'interdit pas explicitement l'abattage de chiens à des fins alimentaires ; cependant, il « interdit la mise à mort brutale d'animaux ». De plus, il est « interdit de tuer les chiens dans des espaces ouverts comme dans la rue ou devant d'autres animaux de la même espèce ».
La viande de chien est soumise à la Loi sur l'assainissement des aliments/Loi sur l'Hygiène alimentaire de 1962, qui définit simplement les aliments comme « tous les aliments à l'exception des aliments destinés à un usage médical ». Cependant, contrairement à la viande de bœuf, de porc, ou de la volaille, la viande de chien est exclue de la liste du bétail en vertu de la loi de 1962 sur la transformation du bétail, qui est « la principale loi régissant l'abattage hygiénique du bétail et la transformation de la viande ». Par conséquent, la production de chiens pour la viande n'est pas strictement contrôlée par rapport aux autres animaux de ferme.
Par conséquent, il n'existe aucune réglementation exigeant l'abattage sans cruauté des chiens pour la viande, même si le traitement des chiens relève de la loi sur la cruauté envers les animaux. La controverse sur la consommation de viande de chien porte souvent sur les méthodes d'abattage utilisées, notamment l'électrocution, la pendaison à mort et le fait de battre le chien à mort. Selon des rapports de 1999, certains chiens étaient encore en vie lorsqu'ils ont été brûlés avec un chalumeau ou jetés dans de l'eau bouillante pour enlever leur fourrure. Ces dernières décennies, de telles pratiques ont fait l'objet de poursuites judiciaires.
En 2008, le gouvernement métropolitain de Séoul a proposé une recommandation au gouvernement national d'ajouter les chiens à la liste des animaux de ferme pour lesquels l'abattage est légalement réglementé. Cependant, des groupes d'activistes ont critiqué la proposition comme légalisant le commerce de la viande de chien,. La ville a alors abandonné la proposition, mais un responsable du gouvernement national aurait dit alors : « C'est la seule idée de la ville. Nous n'avons pas du tout vu cela ensemble… Je ne pense pas que nous envisagions même d'envisager cette option ».
En juin 2018, le tribunal municipal de Bucheon a jugé qu'il était illégal de tuer des chiens pour la viande. La décision historique est intervenue après de nombreuses critiques de la part des défenseurs des animaux à travers le pays. Une action en justice intentée par le groupe de défense des droits des animaux Coexistence of Animal Rights on Earth (Care) contre une ferme canine qui, selon elle, a tué des animaux sans raison réelle.
Le 27 septembre 2021, le Président Sud-coréen Moon Jae-in a énoncé la possibilité d'une interdiction de la consommation de viande de chien dans le pays.

## Types de plats

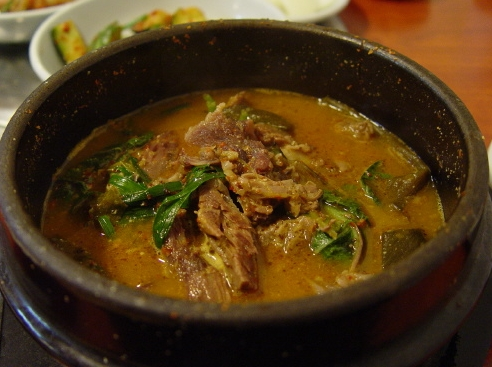
Bosintang.

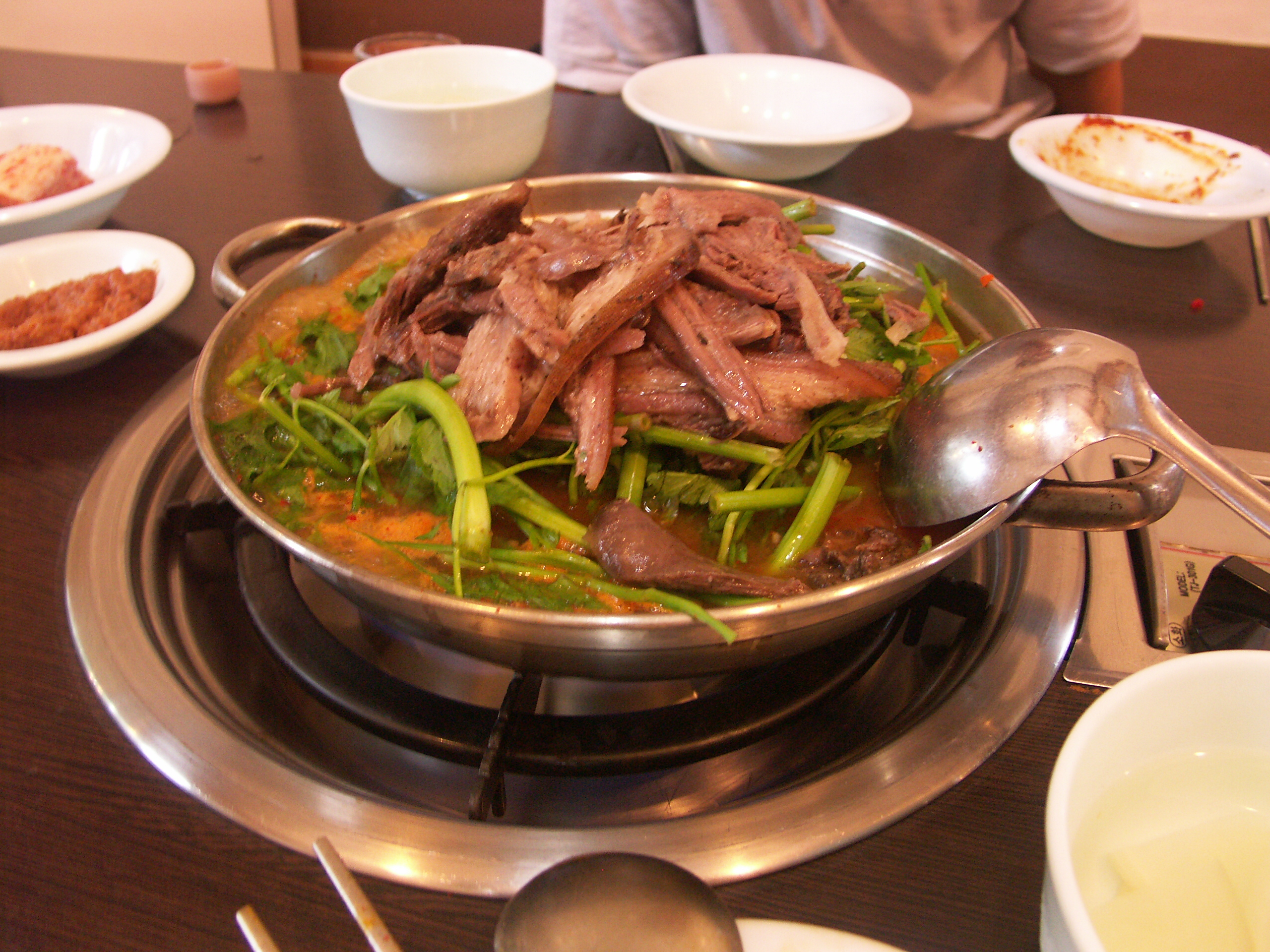
Gaegogi Jeongol.

- Bosintang (보신탕 ; 補身湯) ; Gaejangguk, (개장국) – ragoût contenant de la viande de chien bouillie et des légumes[47].
- Gaegogi Jeongol (개고기 전골) – ragoût de chien élaboré préparé dans une grande poêle Jeongol.
- Gae Suyuk (개 수육 ; 개水肉) - viande de chien bouillie[47].
- Gaegogi Muchim  (개고기 무침) – viande de chien cuite à la vapeur, poireau coréen (부추), et légumes mélangés avec des épices[47].
- Gaesoju (개소주; 개燒酒) - boisson contenant de la viande de chien et d'autres ingrédients de la médecine chinoise tels que du gingembre, du châtaignier, et de la jujube pour revigorer sa santé[48],[49].

## Attention internationale
En 1984, précédant les Jeux olympiques d'été de 1988 à Séoul, Le gouvernement coréen a interdit la vente de viande de chien au quatre portes du centre-ville de Séoul. En 2001, avant la Coupe du Monde de FIFA 2002,, les organisateurs de jeux, sous la pression de groupes de défense des droits des animaux comme PETA, ont demandé au gouvernement coréen de reconsidérer la question. Brigitte Bardot, directrice de la Fondation Brigitte Bardot, a lancé une campagne lors de la Coupe du monde de football 2002 pour interdire la viande de chien en Corée du Sud et a encouragé un boycott des jeux à moins que l'interdiction ne soit en place. En revanche, Bardot a été fortement critiquée et ridiculisée pour avoir été extrêmement grossière et condescendante dans ses interactions publiques, notamment en qualifiant les coréens de « barbares » et en raccrochant les appels des journalistes lors d'interviews télévisées.
En octobre 2018, une éminente députée égyptienne (Margaret Azer) a suggéré que l'Égypte exporte des chiens errants pour la viande vers des pays comme la Corée afin de résoudre le problème de la population. Il y a trop de chiens errants dans ce pays. La déclaration d'Azer a déclenché une vague de critiques parmi les militants des droits des animaux et les sauveteurs en Égypte, bien qu'aucun plan de ce type n'ait été mis en place. Cette déclaration intervient alors que les principaux marchés de viande de chien en Corée du Sud ont fermé en raison du manque de demande.
Les travailleurs migrants coréens vivant à l'étranger et les enfants américains d'origine asiatique sont victimes de discrimination, d'intimidation et de racisme en raison des stéréotypes coréens sur la consommation de chiens. Ces pratiques racistes perdurent, bien que la consommation de viande de chien ne soit pas courante en Corée. En 2021, Park Ji-Sung, un ancien joueur préféré des fans de Manchester United, a demandé aux fans du club de football d'arrêter de chanter une chanson en son honneur qui contenait des préjugés sur les coréens qui mangent de la viande de chien.
Les américains d'origine asiatique, y compris les américains d'origine coréenne, sont depuis des décennies soumis au stéréotype raciste selon lequel les coréens et les autres asiatiques mangent de la viande de chien. Un exemple est l'animateur de télévision Jay Leno, qui réutilise à plusieurs reprises les stéréotypes sur les coréens mangeant de la viande de chien dans ses blagues. Dans un cas, au cours des Jeux olympiques d'hiver de 2002, Jay Leno a plaisanté en disant que le patineur olympique sud-coréen sur courte piste, Kim Dong-Sung mangerait son chien. Le MCIC Group a déposé une action collective contre Leno au nom de 50 000 américains d'origine coréenne, exigeant des excuses et des dommages pécuniaires. Jay Leno s'est finalement excusé en 2021 pour des décennies de blagues racistes.
Au milieu de la baisse de la consommation de viande de chien dans la Corée contemporaine, un groupe vocal en Corée a qualifié d'hypocrite le tollé international contre la consommation de viande de chien. Les militants internationaux des droits des animaux ont également noté un comportement hypocrite, en raison des conditions épouvantables dans lesquelles les animaux d'élevage sont élevés en Occident. Certains citoyens coréens, ainsi que des membres de la communauté internationale, ont souligné que les pays où se déroulent le plus de manifestations ont la consommation de viande par habitant la plus élevée de la planète, plusieurs fois par rapport à la Corée,,.

## Controverse
En Corée du Sud, un petit nombre de personnes (~3,9 % de la population, selon une enquête de 2018) mangent de la viande de chien, principalement du Bosintang (littéralement « soupe protectrice du corps »), dont on pense qu'il a des propriétés curatives particulières. Manger de la viande de chien est également une coutume minoritaire en Chine. La pupart des bouddhistes coréens considère manger n'importe quel type de viande ou de produits laitiers comme une offense morale,,. Les Coréens catholiques ont tendance à consommer de la viande de chien à une fréquence plus élevée que les autres religions en Corée. Dans l'ensemble, la montée du christianisme a contribué à une augmentation de la consommation de viande en Asie de l'Est.
En 2020, Nielsen Online Research a mené deux enquêtes auprès de 1 000 personnes de juin à septembre. Selon l'enquête, 83,8 % des coréens ont déclaré n'avoir jamais mangé de viande de chien et ne pas avoir l'intention d'en manger à l'avenir. 58,6 % soutiennent l'interdiction de la viande de chien et 57 % pensent que la consommation de viande de chien a un impact négatif sur la création d'une perception négative de la Corée du Sud.  La Société internationale des sciences humaines a déclaré : « La plupart des coréens ne mangent pas de viande de chien, et une population croissante considère les chiens comme des animaux de compagnie, pas comme de la nourriture ».
Le groupe de protection des animaux, Animal Welfare Institute, a demandé qu'une lettre de protestation concernant le commerce de la viande de chien soit envoyée au président de la Corée du Sud et à l'ambassadeur aux États-Unis avant que la Corée du Sud n'accueille les Jeux olympiques d'hiver de 2018. C'est l'association caritative se nommant World Dog Alliance qui a lancé une pétition en ligne réussie en 2012 appelant le gouvernement britannique à intervenir et à résister à la cruauté. C'est finalement en 2015, que la question a été débattue dans la Chambre des communes. Un deuxième débat sur le commerce sud-coréen de la viande de chien au Parlement britannique a eu lieu le 12 septembre 2016, par la commission des pétitions, à la suite d'une pétition en ligne lancée sur petition.parliament.uk. Change.org a plus de 450 000 signatures sur une pétition pour boycotter les Jeux olympiques d'hiver de 2018. En 2018, Humane Society International/Korea, Korea Animal Rights Advocates (KARA) et le site Web de pétition Care2 ont remis en main propre une pétition avec un million de signatures à la résidence du président, la Maison Bleue, à Séoul, accompagnée d'une lettre l'invitant à commencer une élimination progressive des élevages de viande de chien.
Une étude de 2019 a révélé que les chiens de ferme avaient deux fois plus de cortisol dans leur pelage que les chiens de compagnie, ce qui suggère que les chiens de ferme à viande souffrent de stress physiologique chronique. Par conséquent, les résultats confirment la nécessité de réviser les réglementations, les politiques et les lois entourant l'élevage de chiens de boucherie.

## Débat politique
À partir de la fin des années 2010, les libéraux sud-coréens, y compris le Parti Démocrate et le Parti de la Justice, ont commencé à remettre en question activement la culture de la viande de chien. En conséquence, il existe un grave conflit entre les opinions libérales et conservatrices en Corée du Sud. Les libéraux confrontés au conservatisme social confucéen en Corée critiquent essentiellement la culture de la viande de chien comme immorale.  Le président Moon Jae-in a déclaré qu'il envisageait même une interdiction légale de la viande de chien le 28 septembre 2021. Les opinions de Moon ont été fortement soutenues par les groupes de défense des droits des animaux. Immédiatement après le commentaire de Moon par rapport à la viande de chien, le porte-parole du Parti du pouvoir du peuple, Yang Joon-woo, a sévèrement critiqué Moon, déclarant : « L'État n'a pas le droit de réglementer les goûts ou les habitudes alimentaires individuels ». Outre, Yoon Seok-youl, un ancien candidat PPP pour l'élection présidentielle sud-coréenne de 2022 et l'actuel président de la Corée du Sud, a critiqué le camp libéral sud-coréen le 2 novembre 2021, affirmant qu'il fallait distinguer « chien de compagnie » et « manger des chiens ». Ahn Cheol-soo a promis d'interdire progressivement la consommation de viande de chien durant l'élection présidentielle sud-coréenne de 2017.